# Adam Friedrich von Wreech

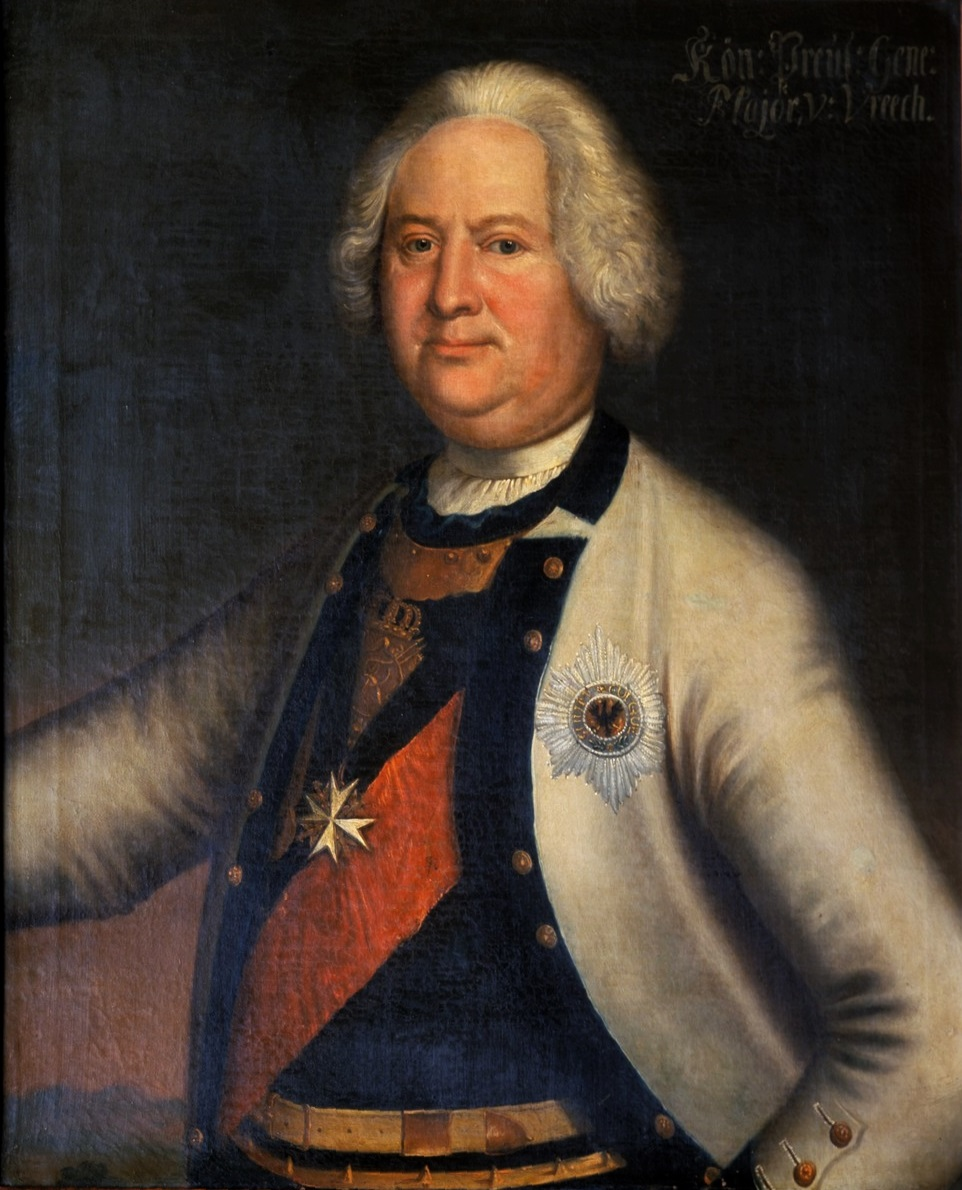
Porträt des Adam Friedrich von Wreech als preußischer Generalmajor, Gemälde von Bescheky, Schloss Molsdorf

Adam Friedrich von Wreech (* 28. Mai 1689 in Freienwalde an der Oder; † 27. August 1746 in Schönebeck) war ein königlich preußischer Generalleutnant. Er war Chef des Kürassierregiments Nr. 3 sowie Ritter des Schwarzen Adlerordens und des Johanniterordens. Zudem war er noch Amtshauptmann von Himmelstedt und Kartzig.

## Leben
Seine Eltern waren der General Joachim Friedrich von Wreech und Katharine Amalie von Weyher. Er wurde gut ausgebildet und nach seiner Kavalierstour wurde er zunächst Kammerjunker. Von dort wechselte er in die preußische Armee und kämpfte 1708 im Leibdragoner-Regiment in der Schlacht bei Oudenaarde. Während des Krieges war ein Generaladjutant des Generals von Natzmer. 1713 wurde er Kapitän und 1714 übernahm er mit königlicher Bewilligung von seinem Vater die Amtshauptmannschaft von Himmelstedt und Kartzig. Im gleichen Jahr nahm er am Pommernfeldzug 1715/1716 gegen die Schweden teil. Schon 1717 wurde er Major und am 18. Oktober 1719 Oberstleutnant in Regiment zu Pferde Lottum, kurz danach war er schon Oberst im Regiment den Kronprinzen.
Am 16. August 1731 nahm ihn der Johanniterorden zu Sonnenburg in seinen Kreis auf. 1736 wurde er Chef des Leibkürassier-Regiments. 1741 wurde er zum Generalmajor ernannt und war dem Lager von Gentin unter Leopold von Anhalt-Dessau zugeordnet. Im Januar 1744 wurde er zum Ritter des Schwarzen Adlerordens ernannt. Im Zweiten Schlesischen Krieg konnte er sich in der Schlacht bei Kesselsdorf auszeichnen. 1746 wurden seinem Ersuchen um Entlassung stattgegeben. Er starb am Tage der Übergabe in Schönebeck am 27. August 1746.

## Familie
Er war verheiratet mit Louise Eleonore von Schöning. Sie war die Tochter von Johann Ludwig von Schöning und Juliane Charlotte von Dönhoff und galt als eine der schönsten und gelehrtesten Frauen ihrer Zeit. Das Paar hatte folgende Kinder:
- Eleonore Charlotte Amalie (* 21. Dezember 1724)
- Juliane Luise (* 22. März 1726)
- Friedrich Ludwig (* 31. Juli 1727)
- Karl Albrecht Adam (* 27. November 1728)
- Sophie Friederike (* 28. Mai 1730; † 19. Juni 1784) Spitzname Fee Carabosse[1]

⚭  7. September 1752 Stanislaus Gerhard von Dönhoff (* 27. August 1725; † 11. November 1758)
⚭ März 1776 Dodo Heinrich von Knyphausen (* 5. August 1729: † 31. Mai 1789), preußischer Gesandter in Paris
- Friedrich Wilhelm Feodor (* 19. Januar 1733; † 23. Mai 1785) wirklicher Kammerherr und Hofmarschall bei Prinz Heinrich von Preußen,
- Ludwig Alexander (* 1734; † 1795)
- Julia Marie Luise  (* 21. April 1738; † 21. März 1769) ⚭ Gneomar Bernd Wilhelm von Schack (* 6. Dezember 1730; † 1. September 1776)